# Giovanni Battista Giusti
Giovanni Battista Giusti (vers 1625 - vers 1693) est un facteur de clavecins italien. De 1648 à 1664 il travaille auprès de Giovanni Battista Boni et à partir de 1665, de Girolamo Zenti. De 1676 à 1693, il a son propre atelier à Lucques. On sait peu de choses le concernant, mais six instruments sûrement de sa fabrication sont conservés, parmi quinze à vingt qui ont pu lui être attribués.

## Instruments conservés
La seconde édition du Boalch (1974) liste une quinzaine d'instruments associés à son nom. Probablement au moins la moitié d'entre eux ne sont pas authentiques. En particulier plusieurs (dont une épinette) apparaissent dans des catalogues du faussaire Leopoldo Franciolini.
Deux de ses clavecins, l'un de 1679 d'une collection privée (collection Tagliavini) à Bologne et l'autre de 1681 exposé au Musée historique de Bâle se signalent par une disposition peu commune parmi les instruments italiens, avec un jeu de 4 pieds et deux de 8 pieds. Les autres se conforment à la tradition italienne, soit deux registres de 8 pieds.   
Un autre, datant de 1677, se trouve au Museum Nord, appartenant aux musées du Schleswig-Holstein et de Hambourg. Il a été transformé au XVIIIe siècle, et possède une caisse richement décorée sur un piétement doré. Le couvercle est peint, représentant un paysage de port de mer ; la décoration peinte extérieure provient de France vers 1730 d'après des tableaux de Claude Gillot, Antoine Watteau und Peter Paul Rubens.

## Discographie
- Toccate, partite & passacagli : œuvres de Picchi, Merulo, Luzzaschi, A. Gabrieli, Frescobaldi, Merula, Storace - Siebe Henstra, clavecin Titus Crijnen, Amsterdam 1992, d'après Giusti, Lucques 1681 (17-19 janvier 1995, Ricercar RIC 167 136) (OCLC 36690288)
- Domenico Alberti, Sonates et toccatas - Manuel Tomadin, clavecin Andrea di Maio 2006 d'après un instrument de Giusti 1681 (octobre 2013, 4CD Brillant Classics 95161)